# 八戸東消防署

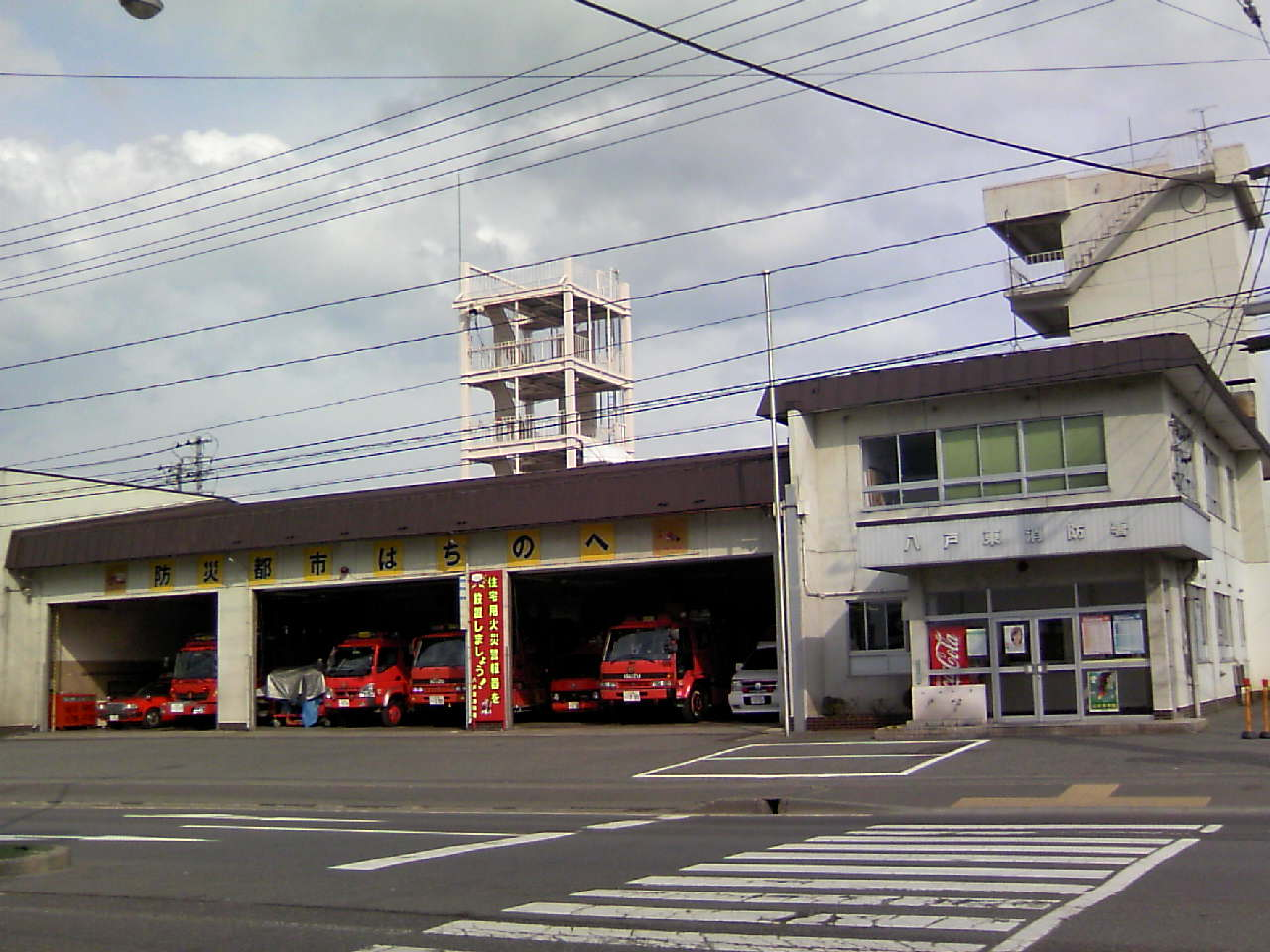
八戸東消防署

八戸東消防署（はちのへひがししょうぼうしょ）とは、青森県八戸市白銀町左新井田道にある消防署である。

## 概要
八戸東消防署は、八戸市白銀町にある消防署で、八戸市東部および階上町を管轄とする。
同署は八戸地域広域市町村圏事務組合の下部組織の八戸広域消防本部、八戸東消防署管内に属する。2014年4月1日現在、人員44名で、配備車両は8台。車両構成は消防ポンプ車、水槽付消防ポンプ車、屈折はしご車、救助工作車、高規格救急車、指令車、広報査察車、資機材搬送車がそれぞれ1台ずつである。

## 歴史
- 1979年（昭和54年）現庁舎が八戸市白銀町に竣工
- 1987年（昭和62年）電源照明車を配備。
- 1983年（昭和58年）救助機材車を配備。
- 1992年（平成4年）空気ボンベ充填用高圧ガス製造所建設
- 1995年（平成7年）20m級屈折梯子車を配備。
- 2000年（平成12年）高規格救急車を更新配備。
- 2003年（平成15年）
  - 寄贈された高規格救急車を配備。
  - 災害対応特殊消防ポンプ自動車を配備
- 2004年（平成16年）救助工作車Ⅱ型を配置。

## 下部組織
- 鮫分署
- 階上分署
- 小中野分遣所
- 大館分遣所

## 庁舎構造
- 1979年（昭和54年）竣工
- コンクリート造
- 耐火 地上2階
- 建築面積　611.25m2
- 延面積　　911.25m2
- 敷地面積　2.377.73m2

## 参考
1. ↑  平成26年度 組合の概要 (PDF)  13ページ - 八戸地域広域市町村圏事務組合